# St David’s Church (Llangeview)
Koordinaten: 51° 42′ 6,1″ N, 2° 52′ 27,1″ W

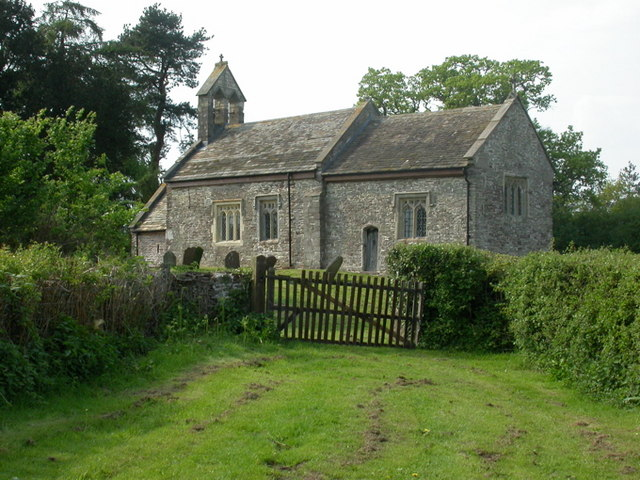
St David’s Church, Llangeview, von Südwesten

St David’s Church ist ein nicht mehr zu Gottesdiensten genutztes Kirchengebäude innerhalb eines runden Kirchhofes an der Kreuzung von A449 und A472 etwa 1,5 km östlich der Stadt Usk in Monmouthshire, Wales. Die Kirche wurde von der walisischen Behörde Cadw auf die Statutory List of Buildings of Special Architectural or Historic Interest gesetzt und wird von den Friends of Friendless Churches unterhalten. Cadw hat das Bauwerk wegen seines „außergewöhnlichen Interieurs“ einschließlich des Lettners mit Hängeboden aus dem 15. Jahrhundert und des „seltenen vor-viktorianischen Kastengestuhls und Ausstattungen“ im Grade I eingestuft.

## Geschichte
Die Kirche stammt weitgehend aus dem 15. Jahrhundert und war vermutlich ursprünglich Saint Cyfyw geweiht. Sie wurde 1999 für redundant erklärt. Die gemeinnützige Organisation Friends of Friendless Churches hat 1999 einen auf 999 Jahre befristeten Pachtvertrag abgeschlossen, und seitdem wurden an der Außenseite der Kirche Ausbesserungsmaßnahmen vorgenommen.

## Architektur
St David’s ist aus Bruchsteinen gebaut und hat ein Dach aus steinernen Ziegeln. Der Grundriss besteht aus dem Kirchenschiff mit dem Altarraum, westlich befindet sich der Eingang. Auf dem östlichen Giebel sitzt eine Kreuzblume, auf dem westlichen Giebel befindet sich der Glockenstuhl. Dieser hat zwei dreieckige Öffnungen. Die Glocken datieren von 1598 und 1688, doch 1999 war nur noch eine der beiden Glocken vorhanden. An der Südseite lassen drei Fenster im Perpendicular Style Licht ins Innere der Kirche; an der Nordseite gibt es keine Fenster. Das nach Osten gerichtete Fenster hat drei Öffnungen. Am östlichen Ende des Kirchenschiffes befindet sich ein Strebewerk und an der Südseite des Altarraumes gewährt ein Tudorbogen Einlass.
Die Kirche verfügt nach Cawd über ein „bemerkenswert unverändertes Interieur mit Ausstattungen aus dem 18. Jahrhundert“. Der Fußboden fällt vom westlichen Eingang her ab. Die Wände sind verputzt und mit Kalkweiß gestrichen. Der Spitzbogen des Altarraumes ist ebenfalls verputzt. Rahmen und Vorderseite des Hängebodens des aus dem 15. Jahrhundert stammenden Lettners sind noch vorhanden. Es ist Kastengestühl aus vorviktorianischer Zeit erhalten. Die Kanzel ist fünfseitig und ein Geländer um den Altarraum wird von gedrechselten Balustern gestützt. An der Ostmauer gibt es steinerne Bänle und in der Südwand ist ein kleines, jedoch beschädigtes Piscina erhalten. Das Taufbecken ist quadratisch und hat eine quadratische Basis. In den Boden des Kirchenschiffes und des Altarraumes sowie in die Nordmauer sind Grabtafeln eingelassen.

## Belege
1. 1 2 3 4 5 6  Church of St David, Llangeview. Historic Wales (Cadw), abgerufen am 8. September 2010 (englisch).
2. ↑  Llangeview St David’s. Friends of Friendless Churches, archiviert vom Original am 1. Juli 2011; abgerufen am 8. September 2010 (englisch).  Info: Der Archivlink wurde automatisch eingesetzt und noch nicht geprüft. Bitte prüfe Original- und Archivlink gemäß Anleitung und entferne dann diesen Hinweis.